# Toxicocalamus stanleyanus
Toxicocalamus stanleyanus — вид отруйних змій родини аспідових (Elapidae). Мешкає в Індонезії і Папуа Нової Гвінеї.

## Поширення й екологія
Toxicocalamus preussi мешкають на Новій Гвінеї. Вони живуть у вологих рівнинних і гірських тропічних лісах, на висоті від 100 до 1200 м над рівнем моря. Живляться черв'яками. Відкладають яйця.